# Aroldis Chapman
Artikeln följer den spanska namnseden; faderns efternamn är Chapman och moderns efternamn de la Cruz.
Albertín Aroldis Chapman de la Cruz, född den 28 februari 1988 i Holguín, är en kubansk-amerikansk professionell basebollspelare som spelar för New York Yankees i Major League Baseball (MLB). Chapman är vänsterhänt pitcher.
Chapman är känd för att kasta mycket hårda kast och har rekordet för det snabbaste kastet i MLB:s historia med 105,1 mph (169,1 km/h).

## Karriär

### Kuba
I Kuba spelade Chapman för Holguín i den kubanska högstaligan Serie Nacional de Béisbol (SNB) och för det kubanska landslaget, bland annat i World Baseball Classic 2009. Han hoppade av från Kuba sommaren 2009 under en landslagsturnering i Nederländerna.

### Major League Baseball

#### Cincinnati Reds

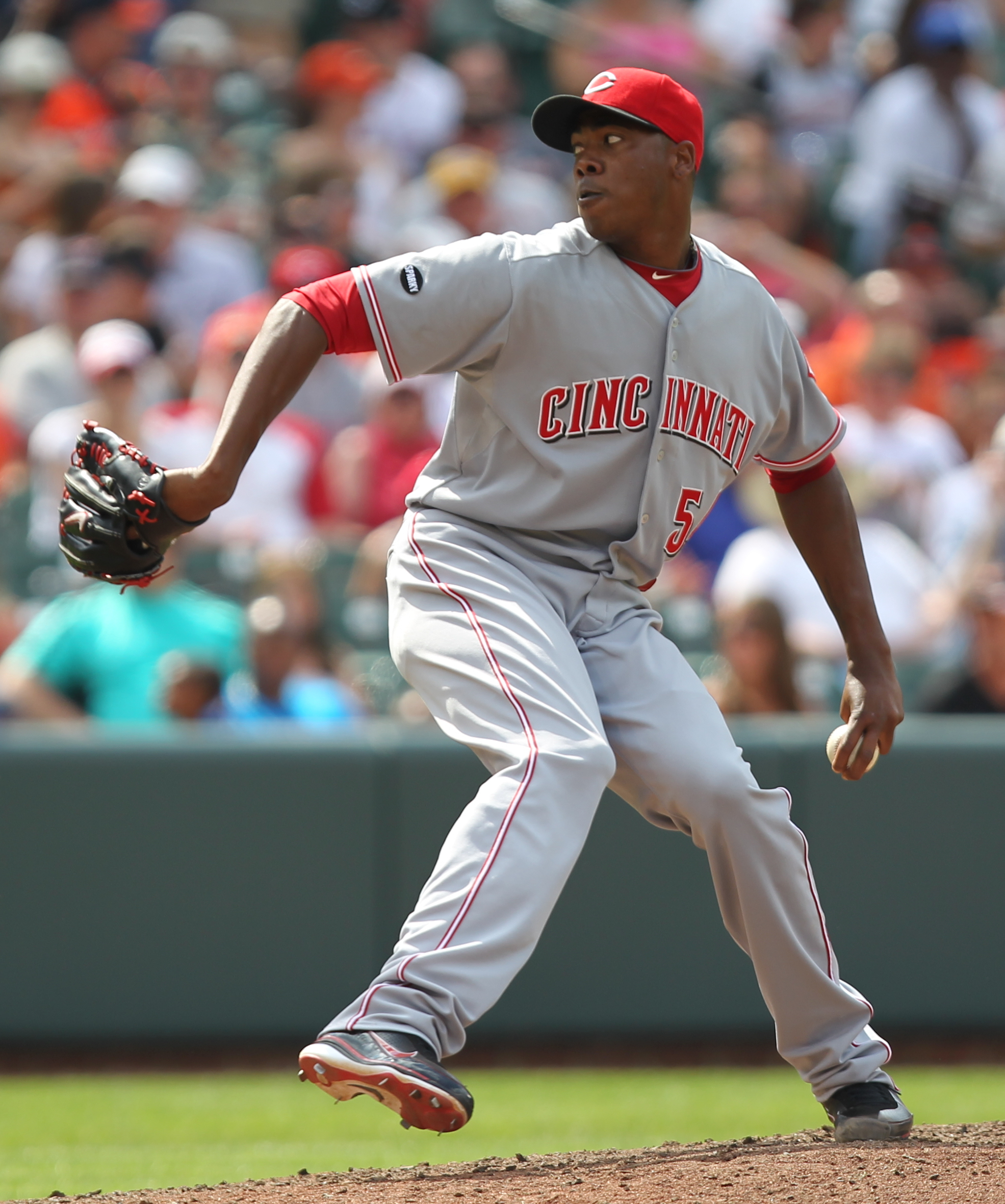
Chapman i Cincinnati Reds dräkt 2011.

I januari 2010 skrev Chapman på ett sexårskontrakt värt 30,25 miljoner dollar med Cincinnati Reds. Han inledde säsongen för Reds högsta farmarklubb Louisville Bats i International League (AAA), men den 31 augusti gjorde han MLB-debut för Reds. I den matchen kastade han åtta kast, varav fyra uppmättes till en hastighet av över 100 mph (161 km/h) och ett till 103 mph (166 km/h). I slutet av september satte han nytt hastighetsrekord i MLB med ett kast som uppmättes till 105,1 mph (169 km/h). På 15 matcher i grundserien för Reds, samtliga som inhoppare, var Chapman 2-2 (två vinster och två förluster) med en earned run average (ERA) på 2,03 och 19 strikeouts på 13,1 innings pitched. I slutspelet deltog han i två matcher där han var 0-1 med en ERA på 0,00.
2011 spelade Chapman 54 matcher, där han återigen endast användes som inhoppare. Han var 4-1 med en ERA på 3,60 och 71 strikeouts på 50 innings pitched. I slutet av maj året efter befordrades han till closer, den pitcher som kommer in och avslutar ("stänger") matcher där laget är i knapp ledning. I juli den säsongen togs han ut till sin första all star-match. Totalt gjorde han 68 matcher i grundserien 2012 och var 5-5 med en ERA så låg som 1,51. Han hade 122 strikeouts på 71,2 innings pitched och dessutom 38 saves, vilket var tredje flest i National League, på 43 save opportunities. I slutspelet var han 0-0 med en ERA på 3,00 på tre matcher.
Chapman fortsatte som Reds closer under 2013 och för andra året i rad togs han ut till all star-matchen i juli. Han spelade under säsongen återigen 68 matcher och var 4-5 med en ERA på 2,54 och 112 strikeouts på 63,2 innings pitched. Vidare hade han återigen 38 saves på 43 save opportunities och var återigen tredje bäst i National League avseende saves.
Under försäsongsträningen (spring training) inför 2014 års säsong träffades Chapman av en slagen boll i ansiktet och tvingades till operation, men redan i början av maj var han redo för spel igen. I juli togs han för tredje året i rad ut till all star-matchen och i samma månad satte han nytt MLB-rekord (sedan 1900) genom att ha minst en strikeout i 40 raka inhopp. Den 29 juli nådde han milstolpen 100 saves. Han gjorde det på 115 save opportunities och bara sju pitchers i MLB hade nått 100 saves på färre save opportunities före honom. I samma match utökade han sitt rekord till 45 raka inhopp med minst en strikeout. Under de matcher som sviten varat hade han 93 strikeouts på bara 46,2 innings pitched. Strikeoutsviten tog till slut slut på rekordnoteringen 49 matcher. När säsongen 2014 summerades hade han spelat 54 matcher där han var 0-3 med en ERA på 2,00 och 36 saves på 38 save opportunities. Han pitchade 54 inningar och hade hela 106 strikeouts, medan han bara tillät 21 hits (motståndarnas slaggenomsnitt var så lågt som 0,121). Det var en av de bästa säsongerna någonsin av en relief pitcher (inhoppare) i MLB och Chapman satte nya MLB-rekord, förutom det ovan nämnda, i strikeouts per nio innings pitched (17,67), strikeouts per tillåten hit (5,05) och högsta andel bränningar genom strikeouts (52,4 %). Han blev också den första pitchern sedan man införde mätsystemet PitchF/x 2006 att ha en genomsnittshastighet på sin fastball på över 100 mph (100,3). Allt detta desto mer imponerande med tanke på den allvarliga skada som han drabbades av i början av året.
Inför 2015 års säsong kom Chapman och Reds överens om ett ettårskontrakt värt 8,05 miljoner dollar och man undvek därigenom ett skiljeförfarande. I juli togs han ut till sin fjärde raka all star-match och senare i samma månad blev han den snabbaste pitchern i MLB:s historia att nå 500 strikeouts under karriären när han gjorde det på bara 292 innings pitched. Totalt under 2015 var han 4-4 med en ERA på 1,63 och 33 saves på 65 matcher. Han hade 116 strikeouts på 66,1 innings pitched. Han blev den första pitchern i MLB:s historia att nå minst 30 saves och 100 strikeouts under fyra olika säsonger, vilket han lyckades med 2012–2015.
Efter säsongen byttes Chapman bort till New York Yankees i utbyte mot fyra unga spelare.

#### New York Yankees
Inför 2016 års säsong kom Chapman och Yankees överens om ett ettårskontrakt värt 11,325 miljoner dollar. En månad innan grundserien skulle börja blev han avstängd i 30 matcher på grund av att han ansågs ha brutit mot MLB:s regler angående våld i nära relation, ett straff som han inte överklagade. Han blev den första spelaren någonsin att bli avstängd av denna orsak. Redan i slutet av juli bytte Yankees bort honom till storsatsande Chicago Cubs i utbyte mot fyra spelare. Han hann bara spela 31 matcher för Yankees, med en ERA på 2,01 och 20 saves på 21 save opportunities.

#### Chicago Cubs

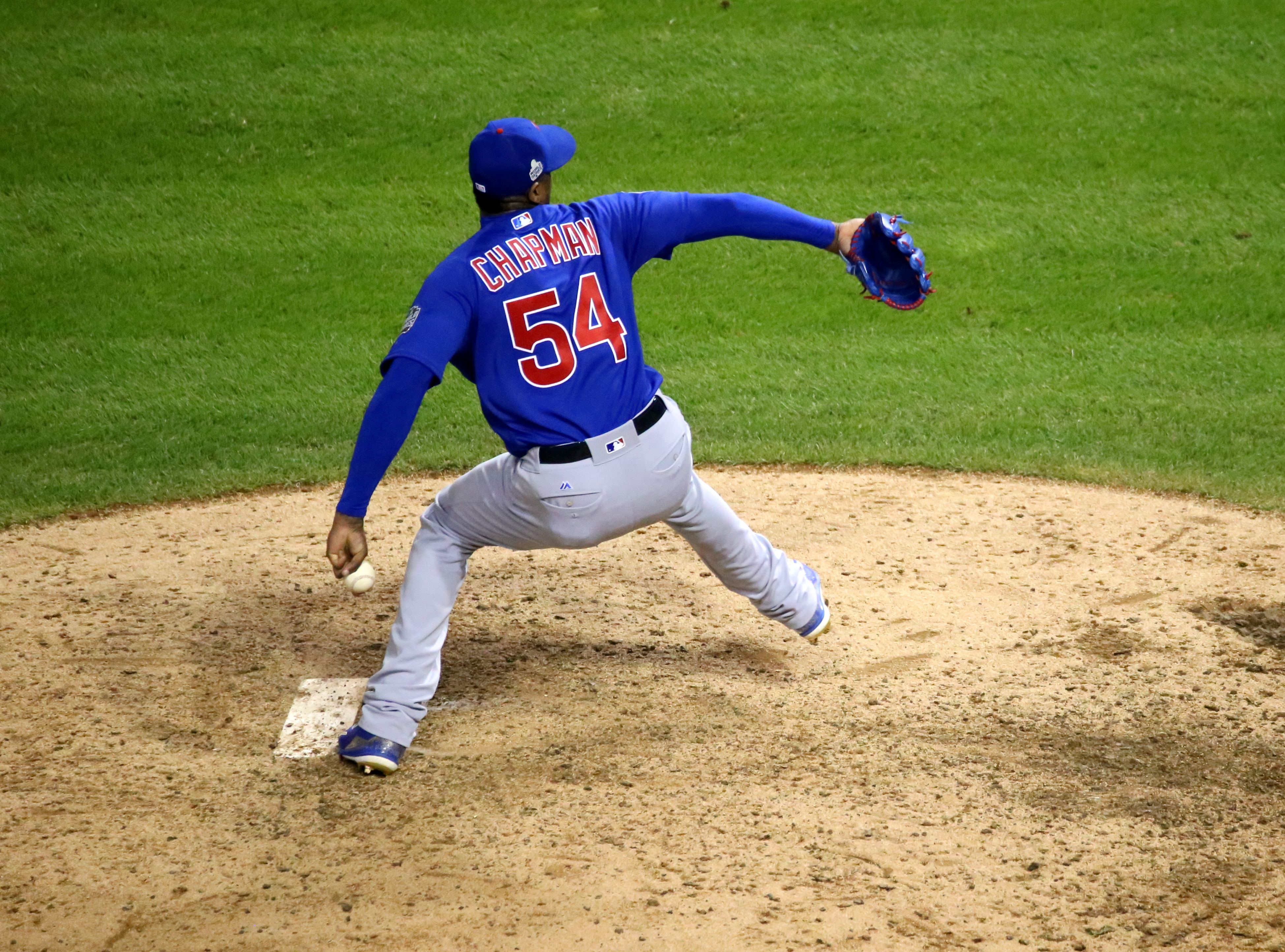
Chapman i Chicago Cubs dräkt under den sjunde och avgörande matchen i World Series 2016.

Under resten av grundserien 2016 deltog Chapman i 28 matcher för Cubs, där han var 1-1 med en ERA på 1,01 och 16 saves på 18 save opportunities. I slutspelet var han med och förde klubben till dess första seger i World Series på 108 år. Han var i slutspelet 2-0 med en ERA på 3,45 på 13 matcher och hade fyra saves på sju save opportunities. I själva World Series användes han flitigt av tränaren Joe Maddon och var med i fem av de sju matcherna. Detta kan ha bidragit till att han i den sjunde och avgörande matchen lät motståndarna Cleveland Indians kvittera en ledning med 6–3 som Cubs hade i den åttonde inningen. Cubs kom dock igen och vann matchen efter förlängning. Efter säsongen blev Chapman free agent.

#### New York Yankees igen
Inför 2017 års säsong skrev Chapman på ett femårskontrakt värt 86 miljoner dollar. Det var det dyraste kontrakt som någonsin getts en relief pitcher. Han hamnade på skadelistan i mitten av maj på grund av problem med vänster rotatorkuff och var borta från spel i en månad. I augusti blev han fråntagen rollen som closer för Yankees efter flera dåliga framträdanden, men efter några veckor var han tillbaka som Yankees closer. Han var under grundserien 4-3 med 22 saves på 26 save opportunities och en ERA på 3,22 på sina 52 matcher. I slutspelet gick Yankees till final i American League, ALCS, där det dock blev förlust mot de blivande mästarna Houston Astros med 3–4 i matcher. Chapman spelade sex matcher i slutspelet och var 0-1 med tre saves på tre save opportunities och en ERA på 1,13.
2018 togs Chapman ut till all star-matchen för första gången sedan 2015, men han valde att inte delta för att i stället kurera sitt vänstra knä som hade besvärat honom sedan början av maj. Skadan ledde ändå till att han missade en månads spel i augusti–september. Han var under grundserien 3-0 och hade 32 saves, med en ERA på 2,45 och 93 strikeouts. I slutspelet, där Yankees åkte ut i ALDS (American League Division Series) mot Boston Red Sox med 1–3 i matcher, spelade Chapman i tre matcher och pitchade tre inningar med en ERA på 0,00 och fyra strikeouts.
Även 2019 togs Chapman ut till all star-matchen efter att ha haft en ERA på 1,36 och 23 saves. Han var under säsongen 3–2 med 37 saves och en ERA på 2,21 samt 85 strikeouts på 60 matcher. I slutspelet lade han till ytterligare två saves när Yankees nådde ALCS, men åkte ut mot Houston Astros med 2–4 i matcher. Chapman var pitcher när José Altuve slog en walk-off homerun i botten av nionde inningen i den sjätte matchen.
I samband med uppladdningen inför 2020 års säsong, som kom igång först i slutet av juli på grund av coronaviruspandemin, blev Chapman smittad med covid-19 och missade inledningen av säsongen. Han spelade bara 13 matcher under grundserien och var 1–1 med en ERA på 3,09 och tre saves. Yankees åkte ut i ALDS mot Tampa Bay Rays med 2–3 i matcher och Chapman deltog i tre matcher där han var 1–1 med en save och en ERA på 1,93.
Chapman togs ut till all star-matchen igen 2021 efter en fantastisk inledning av säsongen då han hade elva saves på elva save opportunities och en ERA på 0,39 i början av juni. Därefter gick det mycket sämre och han hade under den följande månaden en ERA på över 20.

## Övrigt
Chapman blev amerikansk medborgare i april 2016.